# NGC 7567
NGC 7567 is een spiraalvormig sterrenstelsel in het sterrenbeeld Pegasus. Het hemelobject werd op 3 november 1864 ontdekt door de Duitse astronoom Albert Marth.

## Synoniemen
- UGC 12468
- MCG 3-59-19
- ZWG 454.16
- KUG 2313+155A
- IRAS 23136+1534
- PGC 70885